# Oscar Peyre Mitilla
Oscar Cyusa Peyre Mitilla (* 27. April 2005 in Neuilly-sur-Seine, Frankreich) ist ein ruandischer Schwimmer. Er lebt in Marseille.
Peyre Mitilla nahm an den Afrikanischen Schwimmmeisterschaften 2024 in Luanda, Angola teil. Im August 2024 trat er zudem bei den Olympischen Sommerspielen 2024 in Paris im Wettkampf über 100 Meter Schmetterling an.
| Disziplin                      | Zeit     | Wettbewerb                               |
| ------------------------------ | -------- | ---------------------------------------- |
| 50 m Freistil                  | 24,45 s  | Afrikanische Schwimmmeisterschaften 2024 |
| 100 m Freistil                 | 54,03 s  | Afrikanische Schwimmmeisterschaften 2024 |
| 50 m Rückenschwimmen           | 27,63 s  | Afrikanische Schwimmmeisterschaften 2024 |
| 100 m Rückenschwimmen          | 59,56 s  | Französische Sommermeisterschaften       |
| 50 m Schmetterling             | 25,49 s  | Afrikanische Schwimmmeisterschaften 2024 |
| 100 m Schmetterling            | 58,99 s  | Afrikanische Schwimmmeisterschaften 2024 |
| 4×100 m Freistilstaffel        | 03:49,08 | Afrikanische Schwimmmeisterschaften 2024 |
| Gemischte 4×100 m Lagenstaffel | 04:14,23 | Französische Sommermeisterschaften       |